# Mario Minniti
Mario Minniti (8. prosince 1577 Syrakusy – 22. listopadu 1640 Syrakusy) byl italský umělec působící na Sicílii po roce 1606. Narodil se v Syrakusách na Sicílii a v roce 1593 přijel do Říma, kde se stal přítelem, spolupracovníkem a modelem klíčového barokního malíře Michelangela Merisi da Caravaggia (1571–1610).

## Životopis

### Model Caravaggia
Jeho největší slávou je jeho identifikace, či předpokládaná identifikace jako chlapce zobrazeného na mnoha Caravaggiových raných obrazech: Chlapec s košíkem ovoce, Věštkyně, Hudebníci, Chlapec kousnutý ještěrkou (zde není identifikace jistá), Bakchus, Loutnista, Povolání svatého Matouše a Umučení svatého Matouše.

### Útěk na Sicílii
Jako model se přestává na Caravaggiových obrazech objevovat někdy po roce 1600. Buďto se oženil, nebo je také možné, že se zapojil do pouliční rvačky Caravaggia a dalších, což mělo za následek smrt Ranuccia Tomassoniho rukou Caravaggia. Jeho životopisec zaznamenal, že Caravaggio po vraždě uprchl na Sicílii a odtud požádal o milost, která mu nakonec byla udělena. Caravaggia během jeho pobytu na Sicílii v letech 1608–1609 Minniti ochraňoval, čímž mu zajistil důležitou zakázku Pohřeb svaté Lucie. Na Sicílii založil Minniti úspěšnou dílnu a stal se uznávaným místním obchodníkem s obrazy s náboženskou tematikou. Obrazy byly označeny jako spolupráce asistenta a žáka, a tak je často obtížné přesně určit, která díla nebo jejich části jsou vlastní prací Maria Minnitiho. Mario v každém případě přinesl na Sicílii umění, které se naučil od Caravaggia, zejména používání dramatického šerosvitu a zobrazení scén zachycených v okamžiku největší dramatické intenzity, ale jeho práce (nebo spíše výstup z jeho dílny) byla kritizována za „nekonečně recyklované motivy“ a „nevýrazná náboženská plátna“. Přesto je na Sicílii velice ctěn a v umělecké historii ostrova lze hovořit o „Minnitiho škole”.

## Caravaggiův model

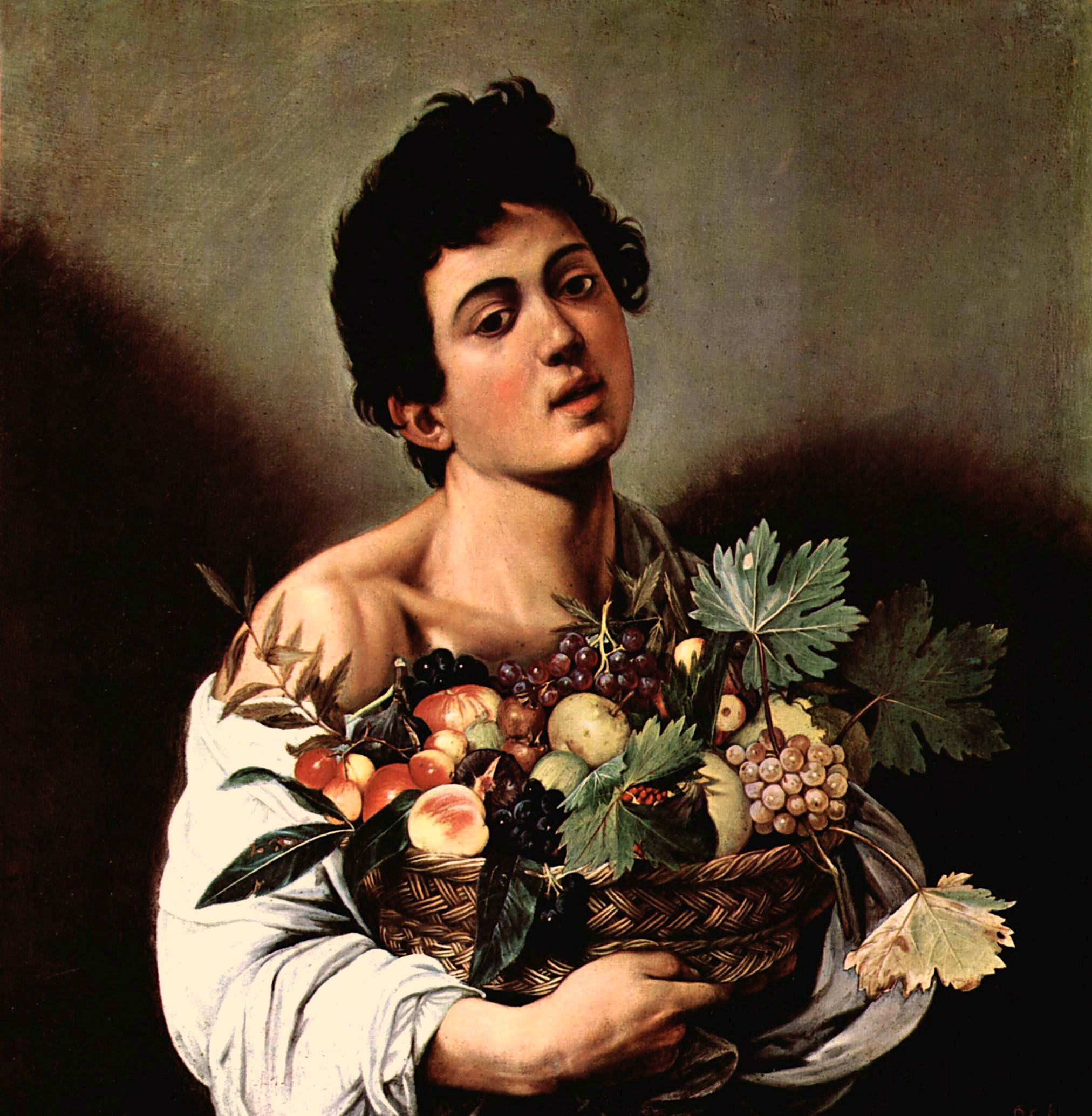
Chlapec s košíkem ovoce
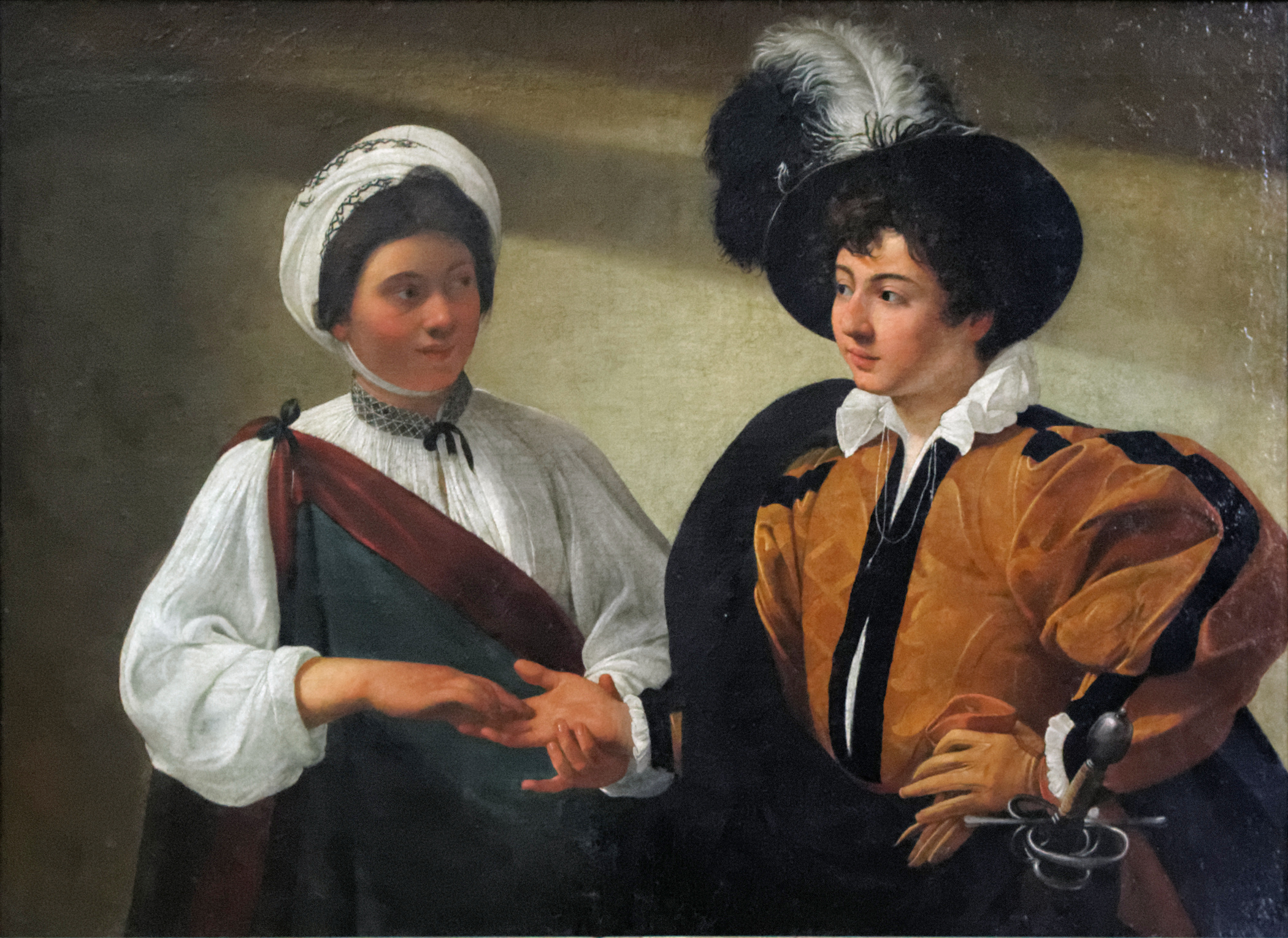
Věštkyně, asi 1600
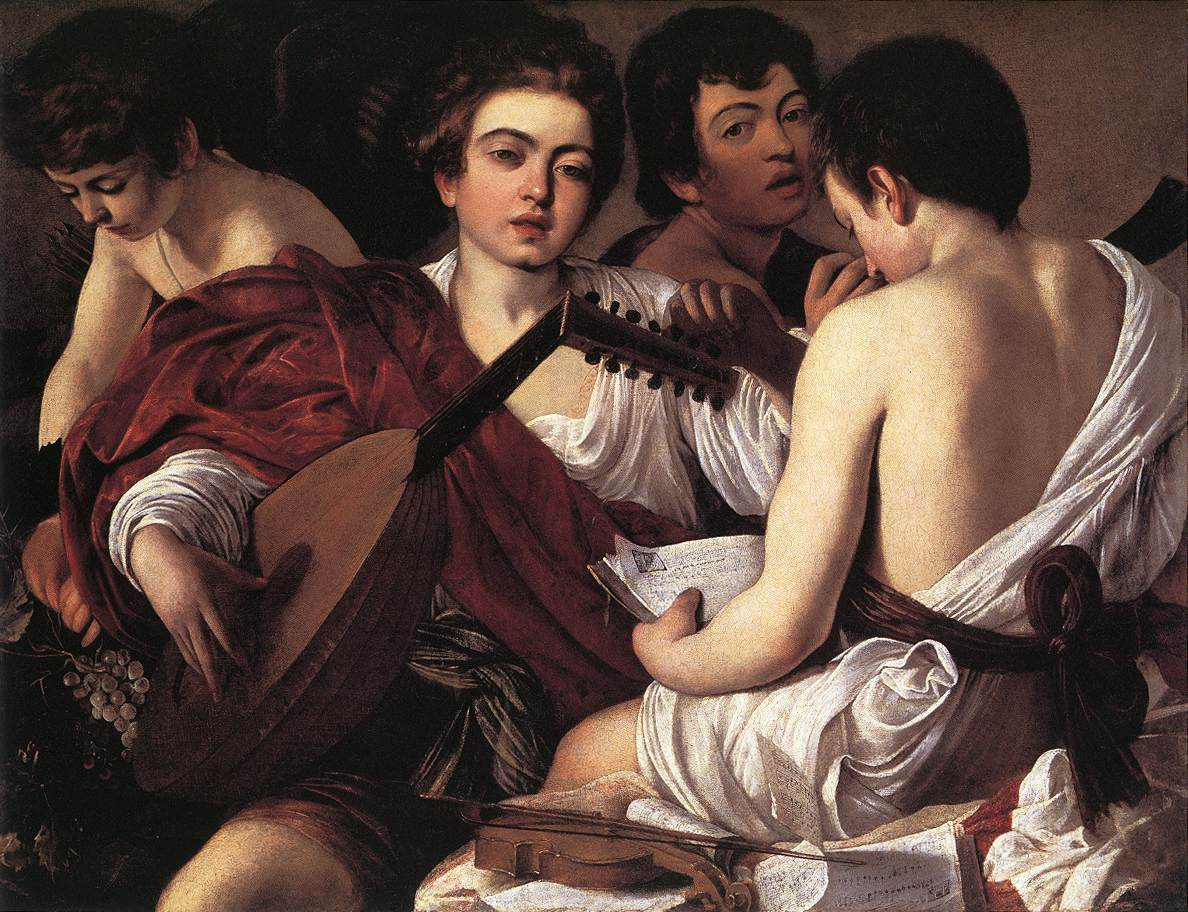
Hudebníci
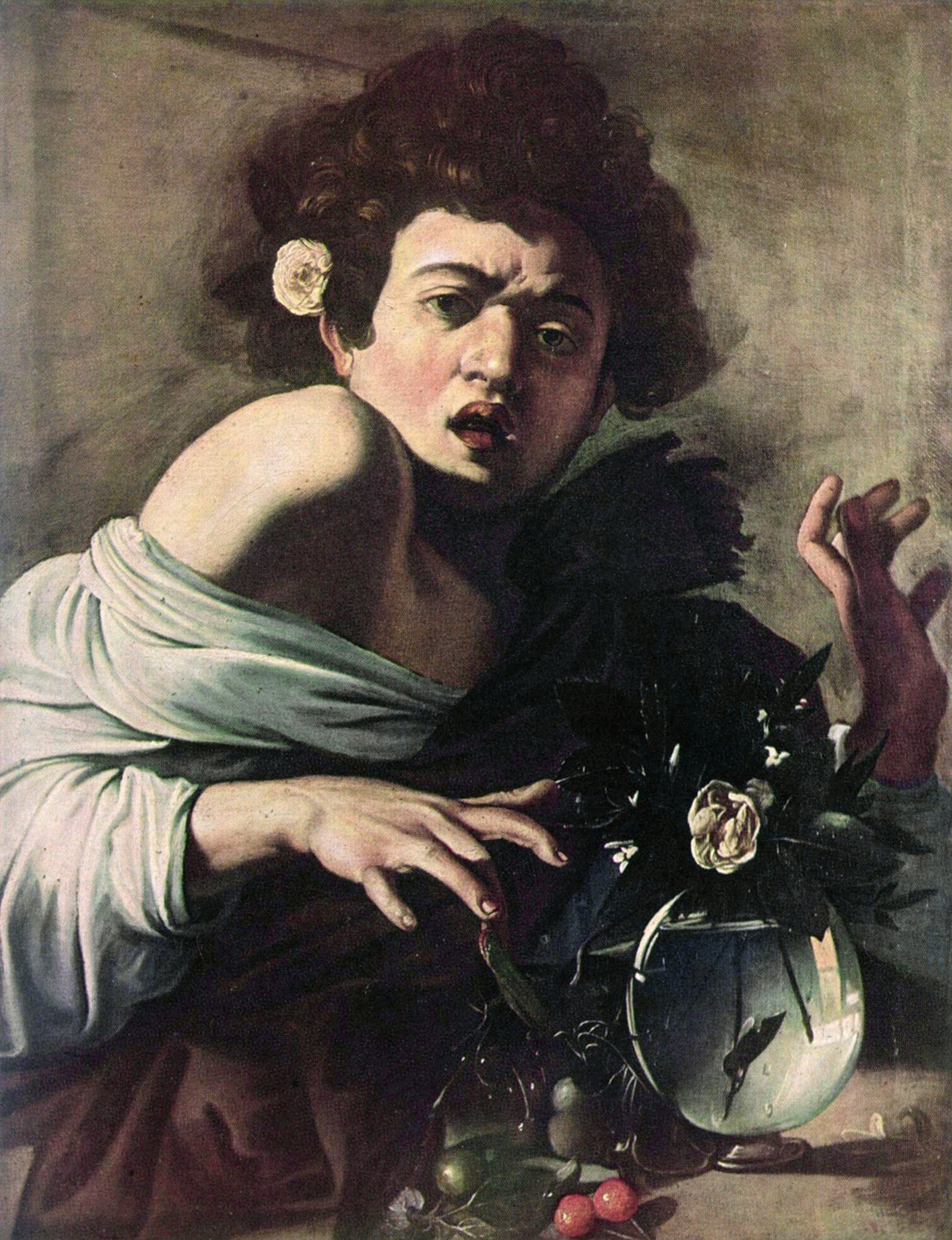
Chlapec kousnutý ještěrkou
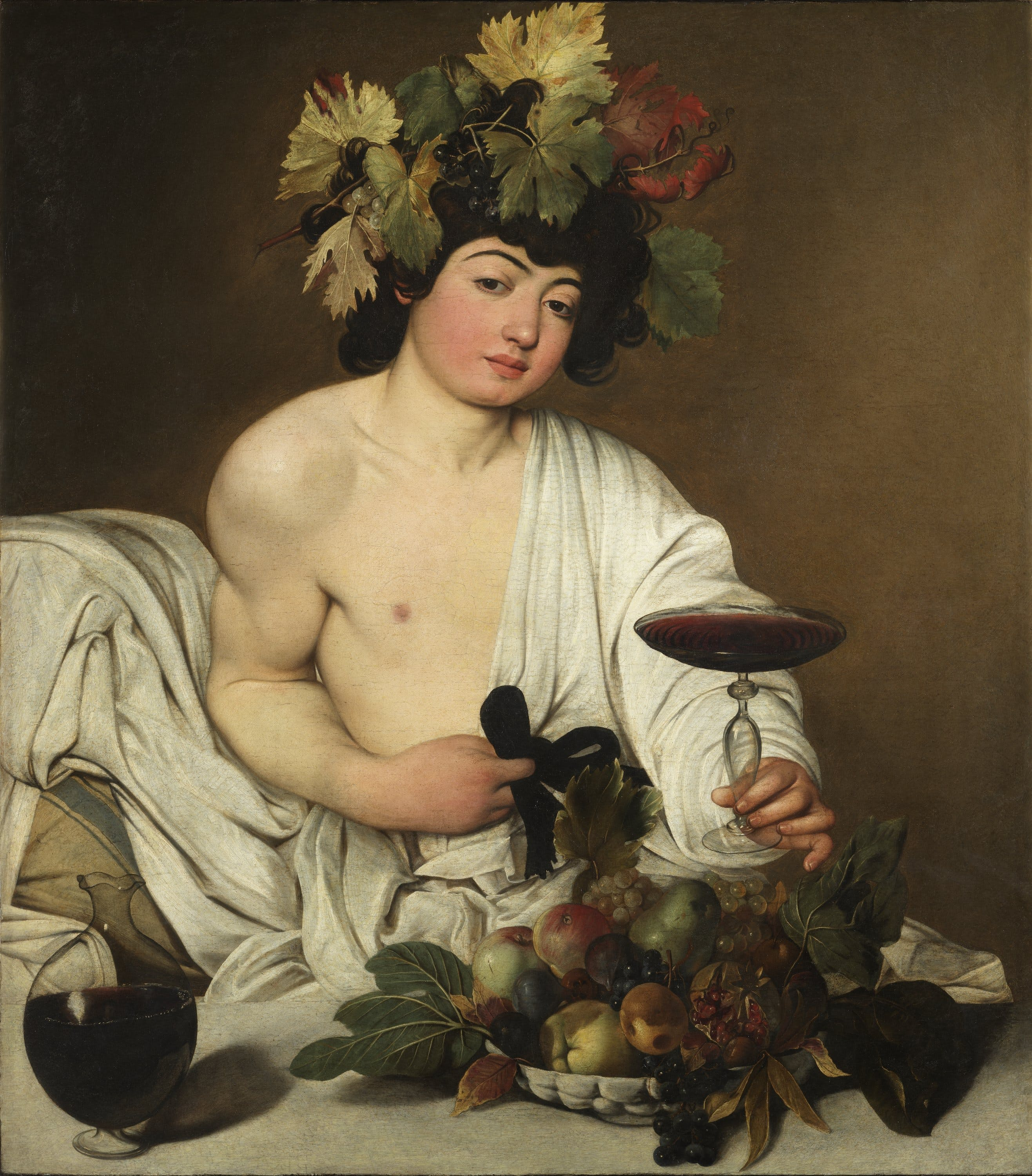
Bakchus
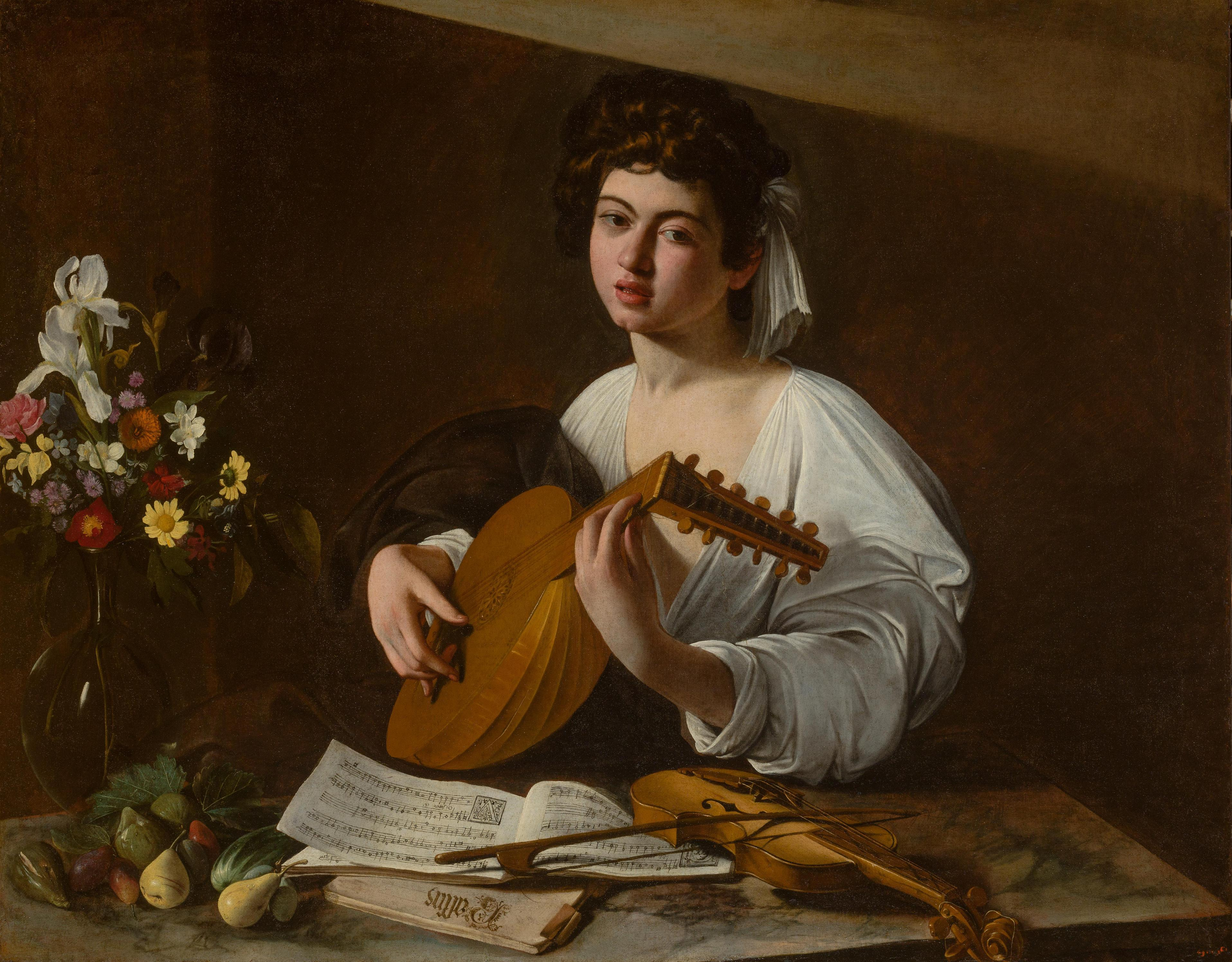
Loutnista
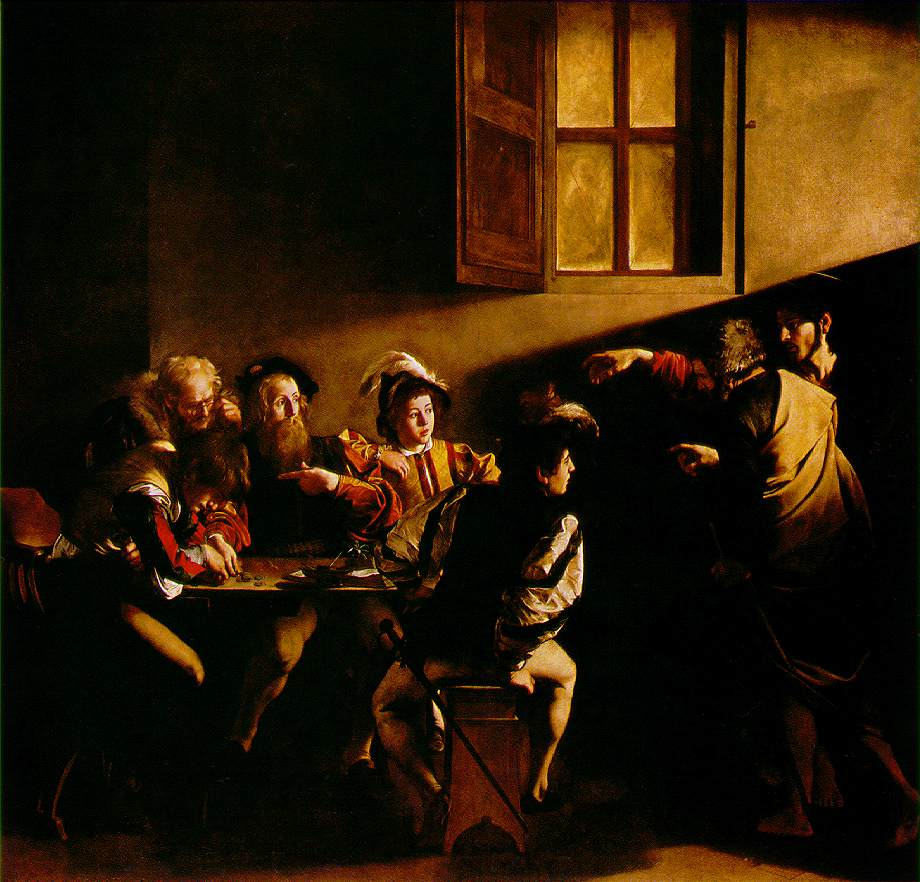
Povolání svatého Matouše
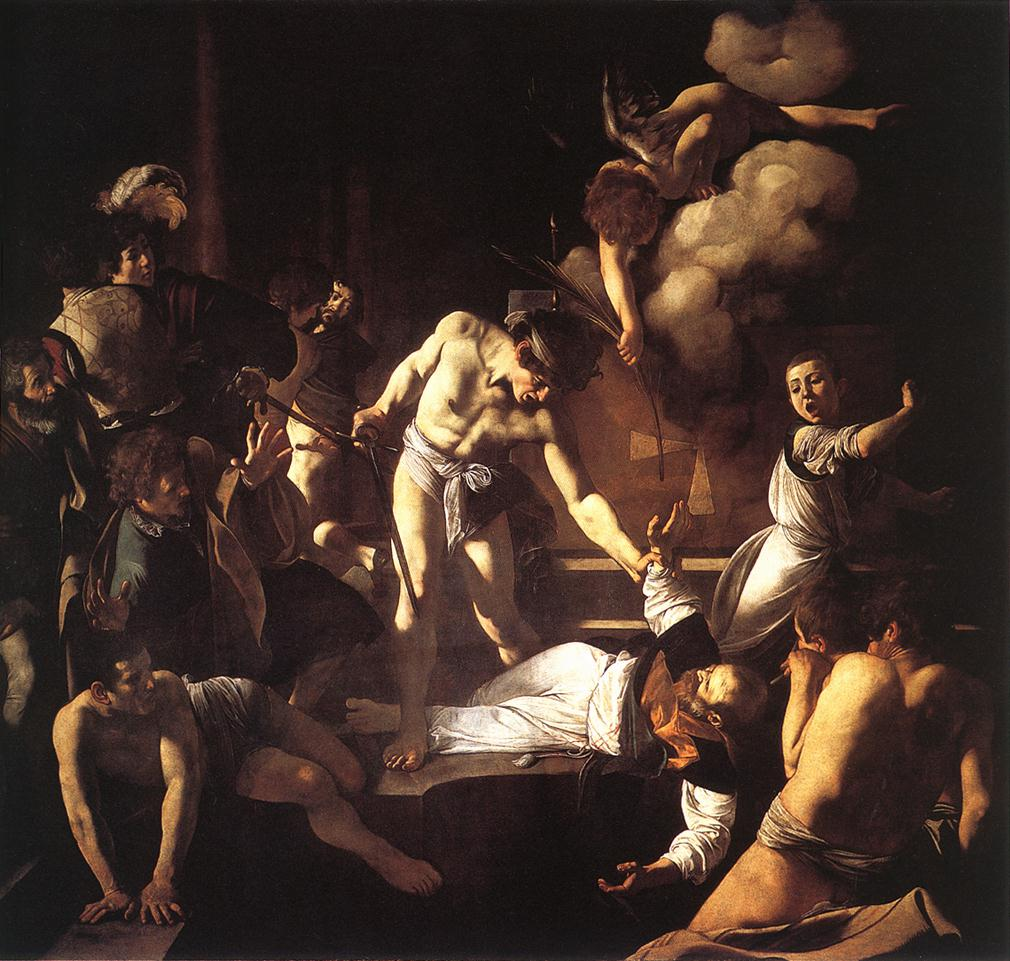
Umučení svatého Matouše